# سول اینویکتوس
سُول اینویکتوس یا خورشید شکست‌ناپذیر، گاهی به سادگی به عنوان هلیوس شناخته می‌شود. مدتها به عنوان رسمی خدای خورشید امپراتوری روم متأخر در نظر گرفته می‌شد. با این حال، در سال‌های اخیر، جامعه علمی در سول بین سنت‌گرایان و گروه رو به رشدی از تجدیدنظرطلبان تقسیم شده‌است. در دیدگاه سنتی، "Sol Invictus" دومین خدای خورشیدی کاملاً متفاوت در روم بود. اولین آنها، سول (اسطوره روم)، یک خدای رومی اولیه با اهمیت کم بود که آیینش در قرن اول پس از میلاد از بین رفت. از سوی دیگر، «سُول اینویکتوس» یک خدای خورشید سوری بود که آیین او برای اولین بار در روم در زمان امپراتوری هلیوگابال (۲۱۸– ۲۲۲ میلادی) بدون موفقیت ترویج شد. حدود پنجاه سال بعد، در ۲۵ دسامبر ۲۷۴ پس از میلاد، امپراتور روم اورلیان آیین «سُول اینویکتوس» را به عنوان دین رسمی در کنار آیین‌های سنتی رومی تأسیس کرد. گرچه منشأ سوری سول اینویکتوس در دیدگاه سنتی غیرقابل انکار است، اما هرگز دربارهٔ اینکه او کدام خدای خورشیدی سوری بود؛ اتفاق نظر وجود ندارد: برخی از محققان خدای خورشید (شهر حمص)، الیوگابالوس را انتخاب می‌کنند. در حالی که دیگران ملک بعل از پالمیرا را ترجیح می‌دهند. توافق کلی وجود داشت که از اورلیان تا کنستانتین بزرگ، سول از اهمیت بالایی برخوردار بود، تا اینکه کنستانتین به نفع مسیحیت، سول را رها کرد و چاپ تصویر سول بر روی سکه‌ها در سال ۳۲۳ پس از میلاد به پایان رسید. آخرین کتیبه ای که به سُول اینویکتوس اشاره می‌کند به بعد از میلاد می‌رسد و مربوط به سال ۳۸۷ پس از میلاد است و در قرن پنجم به قدر کافی فدایی او وجود داشت که متکلم مسیحی آگوستین لازم دید که علیه آنها موعظه کند.
در دیدگاه تجدیدنظرطلبان، تنها یک فرقه از خدای خورشید در روم وجود داشت که از پادشاهی روم تا پایان دوران باستان متأخر ادامه داشت. او یک خدای رومی بود که به سادگی سول نامیده می‌شد. حداقل سه معبد خدای خورشید در روم وجود داشت که همگی در دوران امپراتوری فعال بودند و همگی مربوط به جمهوری قبلی بودند. آنها ادعا می‌کنند که هرگز یک خدای خورشیدی جداگانه به نام سُول اینویکتوس وجود نداشته‌است.

## سُول اینویکتوس به عنوان لقب
سُول اینویکتوس یکی از خدایان روم بود، که نمودی دیگر از سول محسوب می‌شد، که یکی از نخستین خدایان خورشید بوده و در امپراتوری متأخر روم پدیدار شده بود. این ایزد رومی اگرچه بر حسب ظاهر، مظهر و نشانه‌ای از خدای سنتی خورشید در روم به نظر می‌رسید، امّا آیین‌ها و مناسکی که بعدها در امپراتوری روم به عنوان آیین‌های نیایش سول اینویکتوس شهرت یافتند، به میزان زیادی از آیین‌های خاص خدایان شرقی، و به‌ویژه از میترا وام گرفته شده بودند. اصطلاح اینویکتوس به معنای شکست ناپذیر، البته از صفت‌هایی بود که از زمان‌های دور گذشته به خدایان مختلف روم و از جمله سول اطلاق شده بود، اما محبوبیت گسترده سول اینویکتوس از دوران اصلاحات آئورلیان در اواخر قرن سوم میلادی آغاز شد. در فهرست خدایان رومی ("تسخیر ناپذیر، شکست ناپذیر") یک لقب مورد استفاده برای چندین فهرست خدایان رومی بود، از جمله ژوپیتر، مارس (اسطوره)، هرکول، آپولون و سیلوانوس.

## تاریخچه
خورشید با نور خود همه چیز را روشن می‌کند و بنابراین چیزی از خدای خورشید پنهان نمی‌ماند. هلیوس «همه چیز» است، بنابراین دانای کل و شاهد جنایات است. سول این ویژگی را داشت و در قرن اول پس از میلاد به او وظیفه جدید و بسیار مهمی محول شد، یعنی محافظت از امپراتور از خطر. افشای توطئه پیسو علیه امپراتور نرون به کمک سول نسبت داده شد که برای آن تشکر ویژه ای دریافت کرد. امپراتور وسپاسیان مجسمه عظیمی را در سال ۷۵ پس از میلاد به خدا تقدیم کرد؛ بنابراین سول به خدای حامی حاکمان تبدیل شد. او بر روی سکه‌های امپراتوری تحت تراژان و هادریان ظاهر شد. اصطلاح «سول اینویکتوس» اولین بار در سال ۱۵۸ بر روی یک محراب که حک شده بود «به خدای شکست‌ناپذیر خورشید» تأیید شد.

### ارتباط با میترائیسم

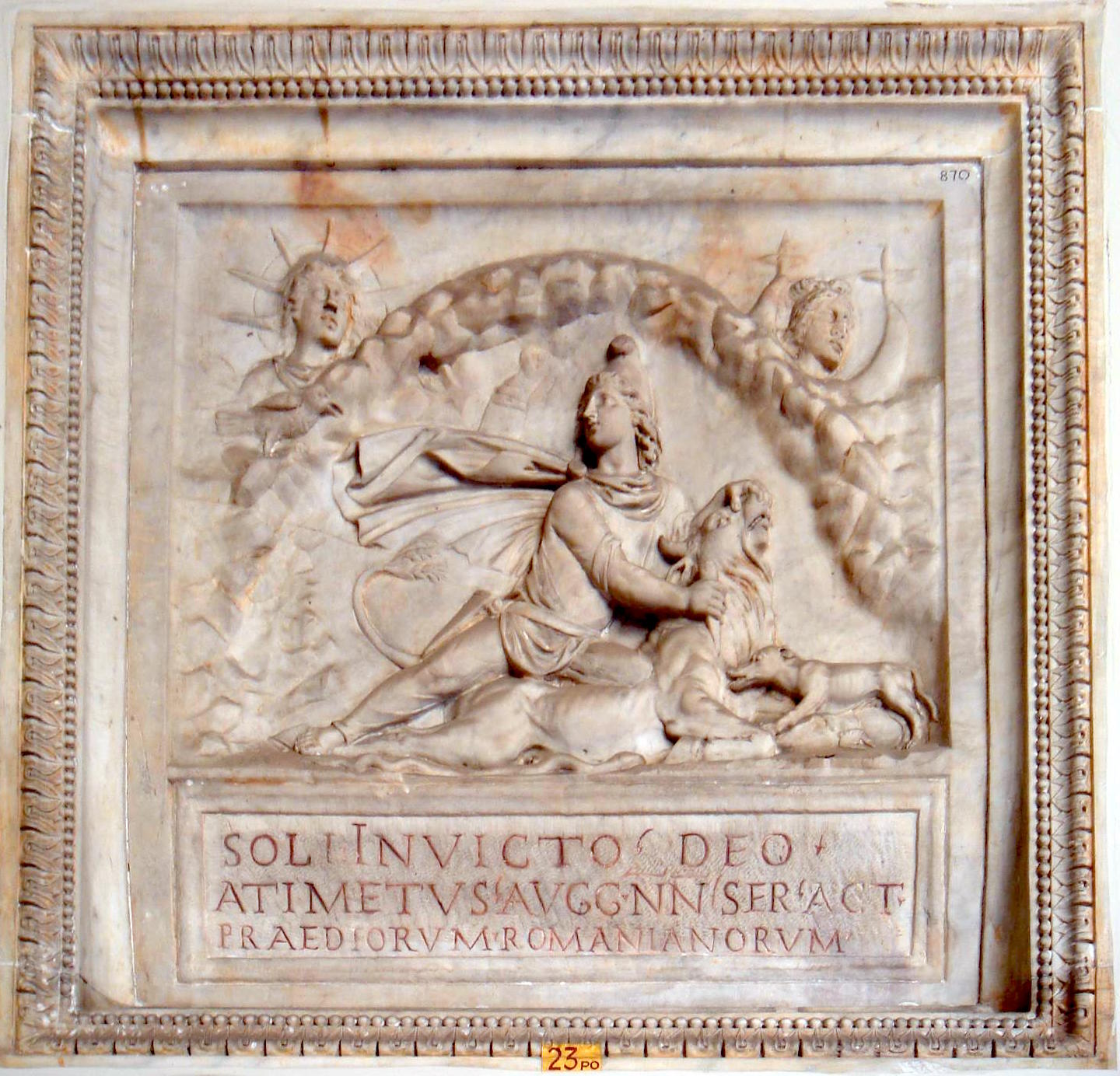
نقش‌های برجسته حجاری شده که تاروکتونی (صحنه گاوکشی میترا) را به تصویر کشیده‌است. سول و لونا در بالای این نقش برجسته به چشم می‌خورند. بر روی کتیبه نوشته شده‌است «به خدای شکست‌ناپذیر خورشید» که معادل آن در اینجا Sol invictus «سُول اینویکتوس» قید شده‌است، در این تصویر آشکارا به میترا با کلاه فریگی اشاره دارد، نه با تصویر معمول سُول اینویکتوس در ارابه و تاج تابشی‌اش.

از قرن دوم به عنوان لقب میثراس - سُول اینویکتوس میثراس ظاهر شد. سُول اینویکتوس نقش برجسته ای در میترائیسم داشت و با میترا یکی شد. رابطه سول اینویکتوس میترایی با آیین عمومی خدایی با همین نام نامشخص است و شاید وجود نداشته باشد.
در طول قرنهای دوم و سوم میلادی میترائیسم به اوج محبوبیت خود دست یافته بود، و در همین دوره زمانی آیین‌های نیایش سول اینویکتوس یا میترا نیز گسترشی شگفت‌انگیز پیدا کرد و به بخشی از آیین‌های پرستشی متداول در روم تبدیل شد. در این دوران یک پالاس مخصوص، یک نوشتار خود را به میترا اختصاص داد، و کمی بعد ائوبولوس نیز تاریخچه‌ای برای میترا به رشته نگارش درآورد، هرچند که هر دوی این نسخه‌ها امروزه از دست رفته‌اند و ناپدید شده‌اند. بر اساس برخی احتمالات، در تاریخ جعلی آگوستا که مربوط به سده چهارم میلادی است، امپراتور کومودوس در اسرار و رموز مربوط بدان شرکت داشته‌است. اما آیین‌های مربوط به آن، هرگز به یکی از آیین‌های متداول تبدیل نشدند. در منابع منتشر شده طی سال‌های اخیر، این دیدگاه قدیمی‌تر، به‌طور قطعی رد شده‌است، و امروزه به نظر می‌رسد که رومیان، به‌طور خاص خورشید را (با صفات یا القاب مختلف، از جمله با لقب: اینویکتوس، به معنای شکست ناپذیر)، به‌عنوان خدای خورشید یا آفتاب، احترام می‌کردند و او را می‌پرستیدند. روند پرستش سول به عنوان خدا، به گونه‌ای بدون وقفه، از دورترین دوران‌هایی که در آنها امکان ردیابی دین و مذهب روم وجود دارد، تا پایان دوران باستان تداوم یافته‌است.
معروف است که امپراتور هلیوگابال در زمان فرمانروایی‌اش از اهمیت ژوپیتر کاست و سول اینویکتوس را که گرچه ایزدی کم‌اهمیت‌تر از ژوپیتر بود، اما خود وی بدو باور داشت، بالا کشید و رومیان را نیز وادار ساخت تا خدای او را بپرستند.

## جشنواره
جشنواره «دایس ناتالیس سولیس اینویکتی» به معنای «تولد خورشید شکست‌ناپذیر» بر اساس قسمت ششم تقویم کرونوگراف ۳۵۴ در سال ۳۵۴ بعد از میلاد، در ۲۵ دسامبر جشن ناتالیس اینویکتی برگزار می‌شد. شواهد محدودی وجود دارد که نشان می‌دهد این جشن قبل از اواسط قرن چهارم برگزار می‌شده‌است.
همان تقویم کرونوگراف ۳۵۴، قسمت هشتم، ادعا می‌کند که خداوند عیسی مسیح هشت روز قبل از تقویم ژانویه (یعنی در ۲۵ دسامبر) متولد شده‌است.
از قرن دوازدهم، گمانه‌زنی‌هایی وجود داشت مبنی بر اینکه تاریخ نزدیک به انقلاب یعنی ۲۵ دسامبر برای کریسمس به این دلیل انتخاب شده‌است که این روز تاریخ جشنواره «دایس ناتالیس سولیس اینویکتی» بوده‌است، اما مورخان اواخر دوران باستان این را نمی‌دانستند. همچنین حدس زده می‌شود که اورلیان (امپراتور روم از ۲۷۰ تا ۲۷۵ میلادی)، جشن ۲۵ دسامبر را برای سایه انداختن بر جشن‌های مسیحی اولیه که در حال افزایش بود، انتخاب کرده باشد.

## زمینه‌سازی برای مسیحیت
هنگامی‌که تک‌خدایی مورد توجه دولت روم قرار گرفت، این تک خدایی نه یکتاپرستی آیین یهود بود و نه یگانه‌پرستی شبیه آیین مسیح، بلکه این تک‌خدایی مبتنی بر نیایش سول اینویکتوس بود. سول اینویکتوس خدایی بود که در گذر زمان، خدای فرمانروای پانتئون یا مجموعهٔ خدایان رومی شد.
اگوستوس خورشید را نیایش می‌کرد و با انتقال میل‌سنگ از مصر، آنها را به عنوان هدایای خورشید در میدان‌های رم نصب کرد (این میل‌سنگ و کتیبه‌های آن، هنوز هم در رم پابرجاست)، اما در آن زمان، هنوز خورشید خدا [یا خدای خورشید]، خورشید شکست ناپذیر یا سول اینویکتوس نامیده نمی‌شد.
امپراتوران اعقاب اگوستوس، کیش خورشید خدا را حمایت، و آن را تعالی دادند. در ۳۰۶ میلادی، امپراتور کنستانتین که فرزند و جانشین امپراتورِ مُصلح، دیوکلسین و هلنا، با آن که خود از نظر آیینی نیایشگر سول اینویکتوس بود، از طریقی که خود آن را مکاشفهٔ خدایی می‌دانست، به حمایت مسیحیان برخاست و نهایتاً با غلبه بر ماکانس در کنار دیوارهای شهر رم، طی فرمان میلان، دین مسیح را [به جای آیین نیایش سول اینویکتوس]، آیین رسمی امپراتوری رم قرار داد.